# فرمانده نیروهای مسلح لبنان
فرمانده نیروهای مسلح لبنان (عربی: قائد الجیش اللبنانی‎) مسئول فرماندهی عملیاتی نیروهای مسلح لبنان (LAF) است. بر اساس قانون اساسی، رئیس‌جمهور لبنان، فرمانده کل قوا است. فرمانده نیروهای مسلح لبنان همیشه دارای درجه ژنرال یا عماد است که اختیارات پایین‌تری نسبت به فرمانده کل قوا دارد. طبق میثاق وطنی، فرمانده باید همیشه یک مسیحی مارونی باشد.

## انتصاب
فرمانده ارتش با حکم هیئت وزیران بنا به پیشنهاد وزیر دفاع لبنان منصوب می‌شود.

## مسئولیت‌ها
مسئولیت‌های فرماندهی نیروهای لبنانی عبارتند از:
- سازماندهی و مدیریت واحدها و دفاتر و تعیین مأموریت آنها
- انجام عملیات استخدامی و عملیات آماده باش در صورت تصمیم‌گیری
- اجرای عملیات آمادگی و بسیج در صورت اعلام.
- تعیین نیاز ارتش و حفظ وضعیت تجهیزات و تدارکات پس از تحویل آنها از اداره کل
- فرماندهی عملیات نظامی

## فهرست فرماندهان
در لیست زیر فرماندهان ارتش از زمان تأسیس آن در سال ۱۹۴۵ تا کنون قرار دارند:
| ر. | پرتره              | فرمانده                              | آغاز تصدی       | پایان تصدی      | طول دوران      |
| -- | ------------------ | ------------------------------------ | --------------- | --------------- | -------------- |
| ۱  | فؤاد شهاب          | فؤاد شهاب (۱۹۷۳–۱۹۰۲)                | ۱ اوت ۱۹۴۵      | ۲۲ سپتامبر ۱۹۵۸ | ۱۳ سال، ۵۲ روز |
| ۲  | توفیق سالم         | توفیق سالم (۱۹۷۸–۱۹۰۴)               | ۹ اکتبر ۱۹۵۸    | ۳۱ ژانویه ۱۹۵۹  | ۱۱۴ روز        |
| ۳  | عدل شهاب           | عدل شهاب (۱۹۸۰–۱۹۰۳)                 | ۱ فوریه ۱۹۵۹    | ۳۰ ژوئن ۱۹۶۵    | ۶ سال، ۱۴۹ روز |
| ۴  | امیل بوستانی       | امیل بوستانی (۲۰۰۲–۱۹۰۹)             | ۱ ژوئیه ۱۹۶۵    | ۶ ژانویه ۱۹۷۰   | ۴ سال، ۱۸۹ روز |
| ۵  | ژان نجیم           | ژان نجیم (۱۹۷۱–۱۹۱۵)                 | ۷ ژانویه ۱۹۷۰   | ۲۴ ژوئیه ۱۹۷۱   | ۱ سال، ۱۹۸ روز |
| ۶  | اسکندر غانم        | اسکندر غانم (۲۰۰۵–۱۹۱۱)              | ۲۵ ژوئیه ۱۹۷۱   | ۹ سپتامبر ۱۹۷۵  | ۴ سال، ۴۶ روز  |
| ۷  | حنا سعید           | حنا سعید (۱۹۹۸–۱۹۲۳)                 | ۱۰ سپتامبر ۱۹۷۵ | ۲۷ مارس ۱۹۷۷    | ۱ سال، ۱۹۸ روز |
| ۸  | ویکتور خوری        | ویکتور خوری (۲۰۱۷–۱۹۲۹)              | ۲۸ مارس ۱۹۷۷    | ۷ دسامبر ۱۹۸۲   | ۵ سال، ۲۵۴ روز |
| ۹  | ابراهیم طنوس       | ابراهیم طنوس (۲۰۱۲–۱۹۲۹)             | ۸ دسامبر ۱۹۸۲   | ۲۲ ژوئن ۱۹۸۴    | ۱ سال، ۱۹۷ روز |
| ۰۱ | میشل عون           | میشل عون (زادهٔ ۱۹۳۵)                 | ۲۳ ژوئن ۱۹۸۴    | ۲۷ نوامبر ۱۹۸۹  | ۵ سال، ۱۵۷ روز |
| ۱۱ | امیل لحود          | امیل لحود (زادهٔ ۱۹۳۶)                | ۲۸ نوامبر ۱۹۸۹  | ۲۳ نوامبر ۱۹۹۸  | ۸ سال، ۳۶۰ روز |
| ۲۱ | میشل سلیمان        | میشل سلیمان (زادهٔ ۱۹۴۸)              | ۲۱ دسامبر ۱۹۹۸  | ۲۶ مه ۲۰۰۸      | ۹ سال، ۱۵۷ روز |
| ۳۱ | ژان قهوجى          | ژان قهوجى (زادهٔ ۱۹۵۳)                | ۳۰ اوت ۲۰۰۸     | ۸ مارس ۲۰۱۷     | ۸ سال، ۱۹۰ روز |
| ۴۱ | جوزف عون           | ژنرال جوزف عون (زادهٔ ۱۹۶۴)           | ۸ مارس ۲۰۱۷     | ۹ ژانویه ۲۰۲۵   | ۷ سال، ۳۰۷ روز |
| –  | حسن آئودی (سرپرست) | ژنرال حسن آئودی (سرپرست) (زادهٔ ۱۹۶۸) | ۹ ژانویه ۲۰۲۵   | ۱۳ مارس ۲۰۲۵    | ۶۳ روز         |
| ۵۱ | رودولف هیکل        | ژنرال رودولف هیکل (زادهٔ ۱۹۶۹)        | ۱۳ مارس ۲۰۲۵    | متصدی           | ۱۵۲ روز        |